# HD 179886
HD 179886 ( eller HR 7289) är en ensam stjärna i den norra delen av stjärnbilden Kentauren. Den har en skenbar magnitud av ca 5,37 och är svagt synlig för blotta ögat där ljusföroreningar ej förekommer. Baserat på parallax enligt Gaia Data Release 2 på ca 4,6 mas, beräknas den befinna sig på ett avstånd på ca 700 ljusår (ca 215 parsek) från solen. Den rör sig bort från solen med en heliocentrisk radialhastighet på ca 6 km/s.

## Egenskaper
HD 179886 är en orange till gul jättestjärna av spektralklass K3 III. Den har en massa som är ca 1,1 solmassor, en radie som, baserat på en uppmätt vinkeldiameter av 1,95 ± 0,03 bågsekunder, är ca 37 solradier på det beräknade avståndet och har ca 365 gånger solens utstrålning av energi från dess fotosfär vid en effektiv temperatur av ca 4 600 K.
HD 179886 har en följeslagare som ligger separerad med 0,4 bågsekunder,  som mest sannolikt dock är en orelaterad bakgrundsstjärna.